# Rijnsburgs bloemencorso

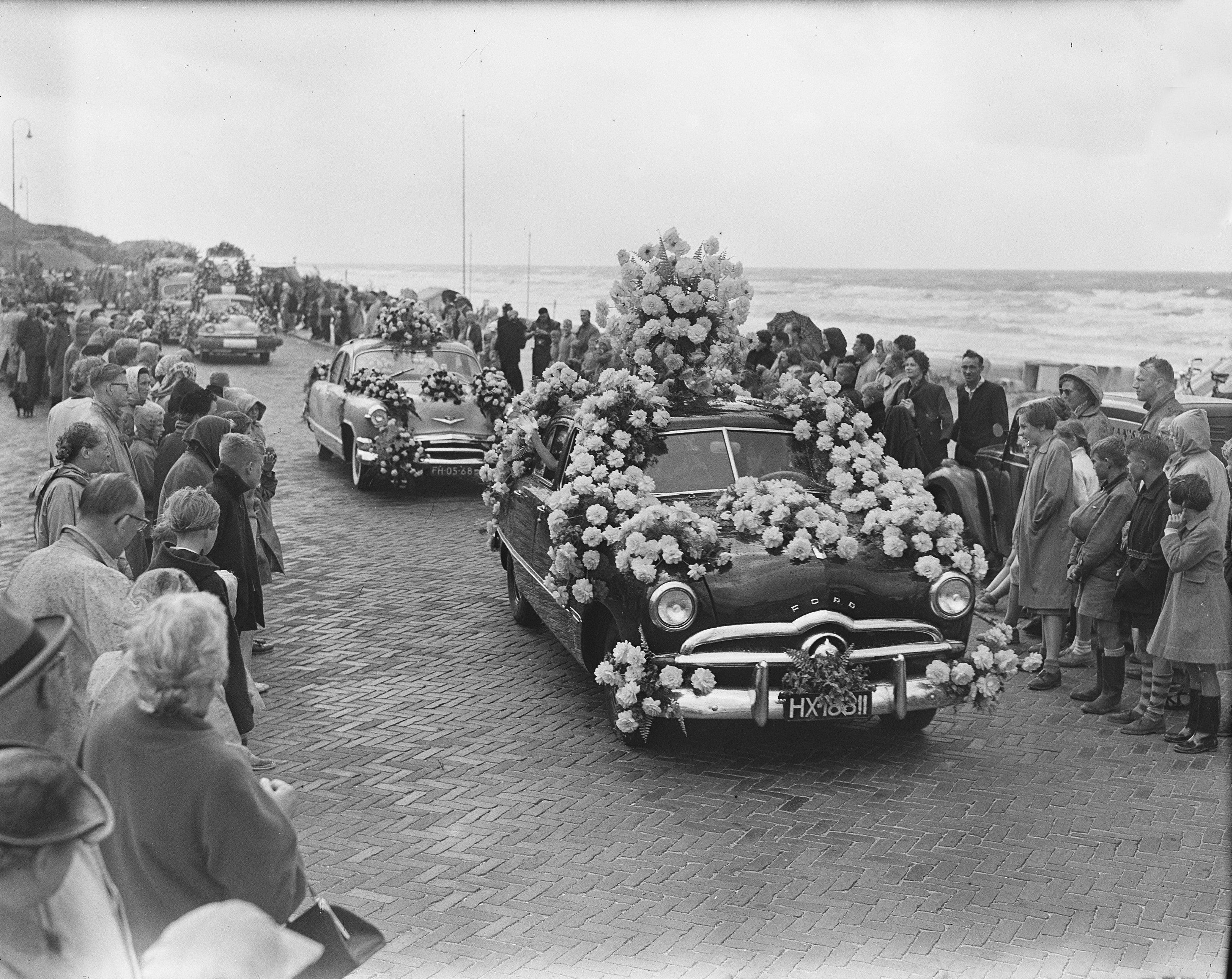
Bloemencorso Rijnsburg op de Katwijkse Boulevard; 25 augustus 1953.

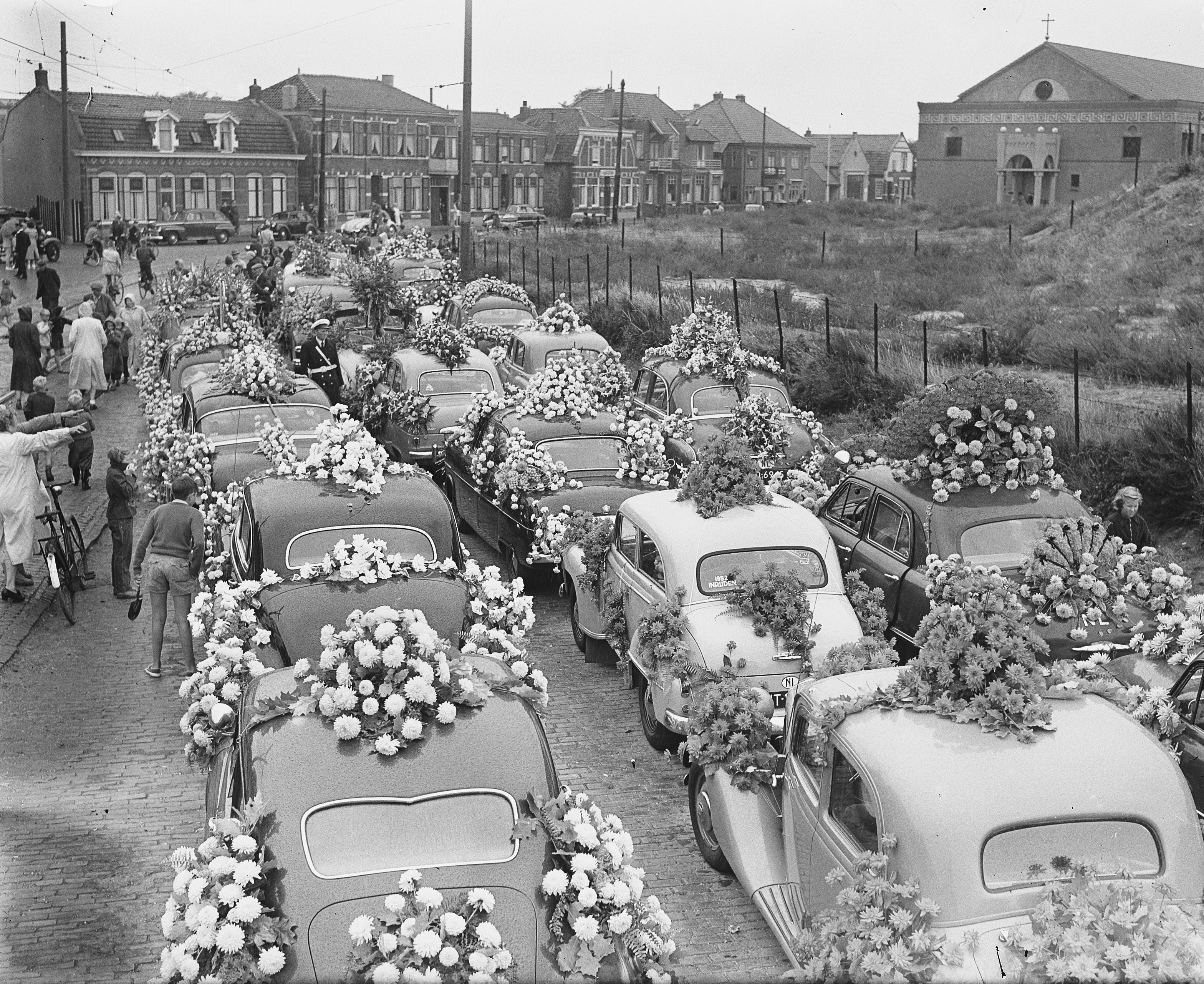
Bloemencorso Noordwijk en Rijnsburg; 25 augustus 1953.

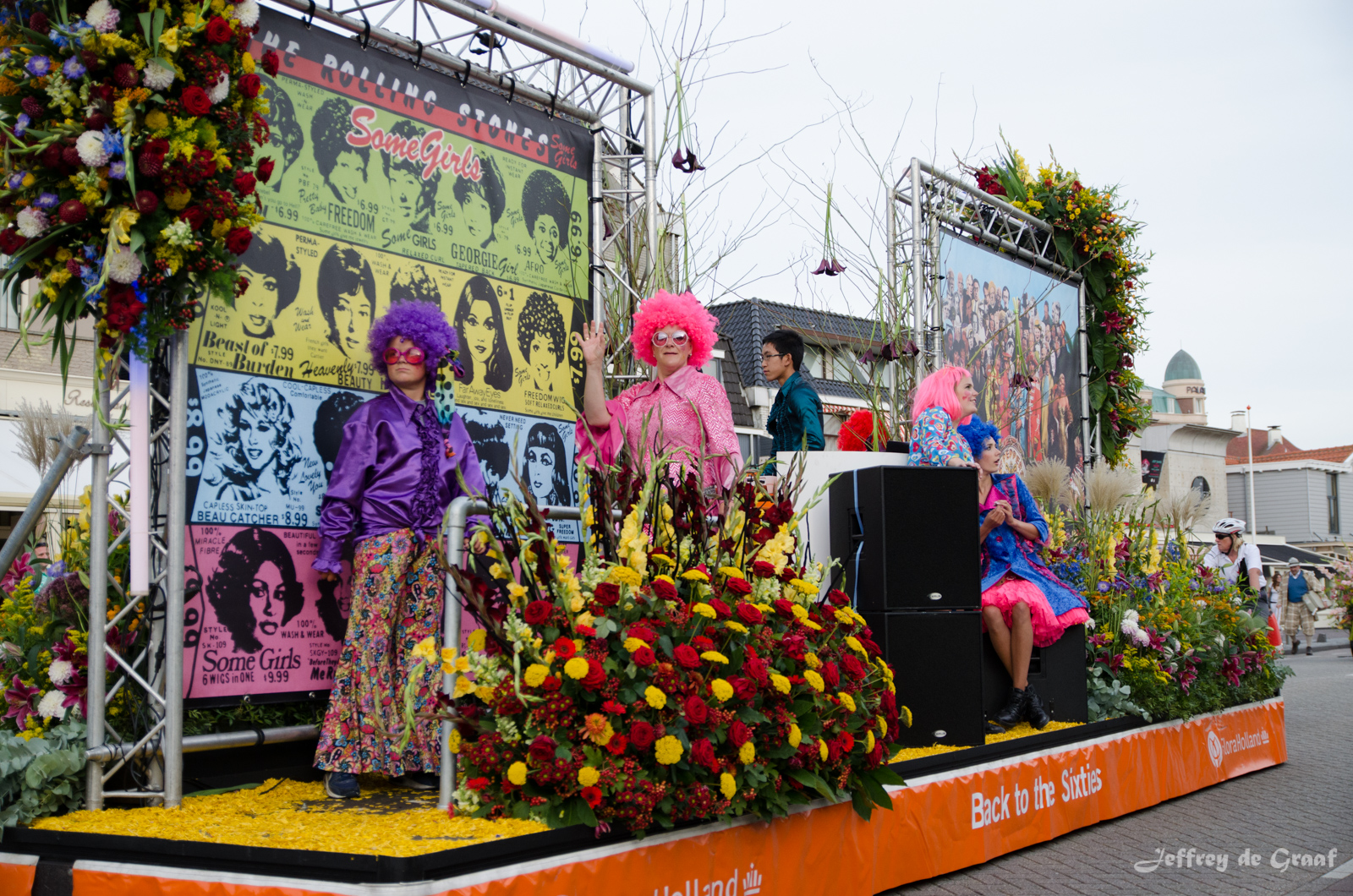
Flowerparade Rijnsburg (Noordwijk); 9 augustus 2014.

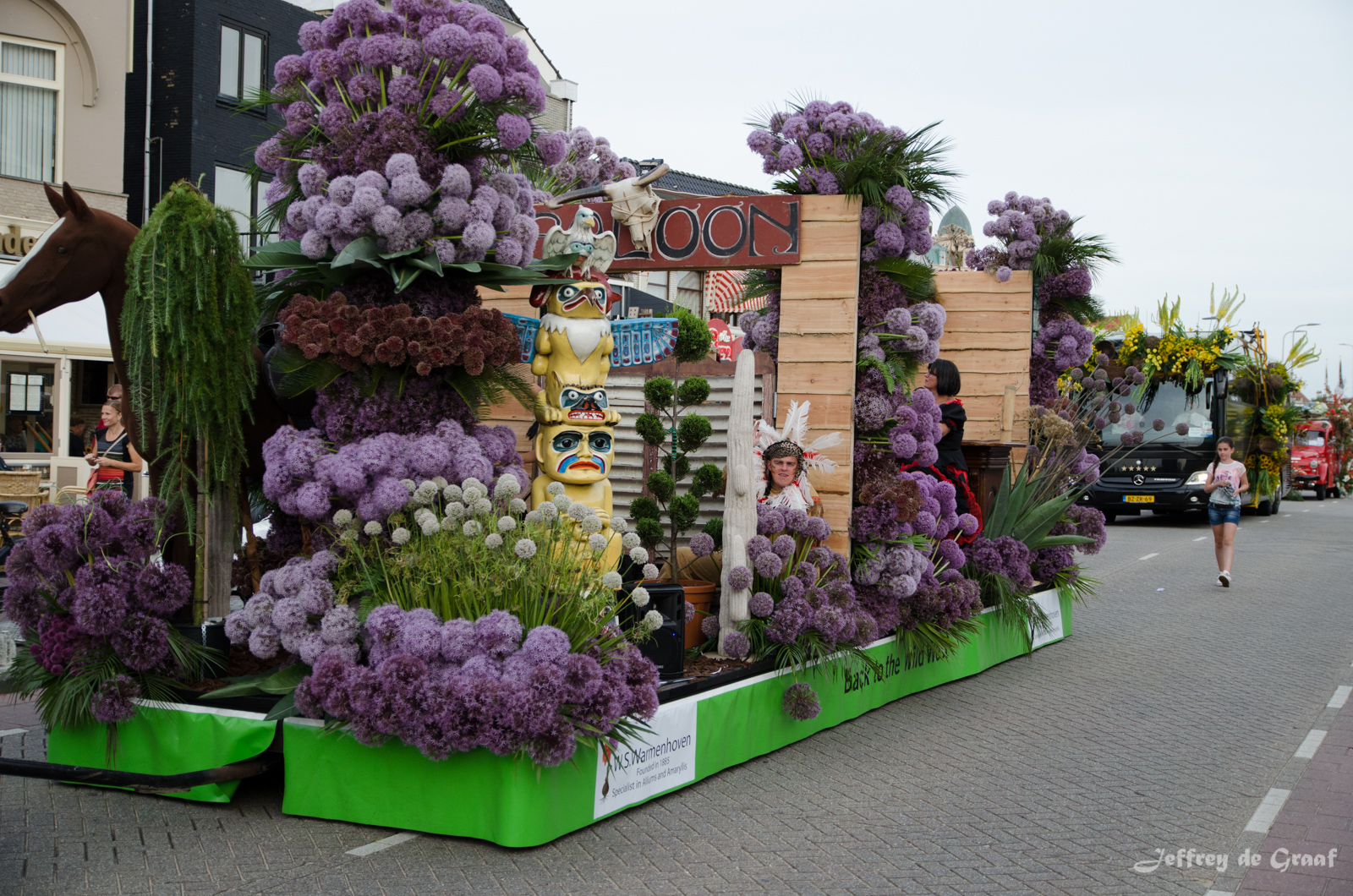
Flowerparade Rijnsburg (Noordwijk); 9 augustus 2014.

Het Rijnsburgs bloemencorso is een corso dat sinds 1946 jaarlijks plaatsvindt in Rijnsburg, in de Nederlandse provincie Zuid-Holland. Het corso trekt dezelfde dag ook door Katwijk en Noordwijk. Dit gebeurt op de tweede zaterdag in augustus en is de afsluiting van de Rijnsburgse Feestweek die door Oranje Vereniging Rijnsburg wordt georganiseerd. Tot 4 september 1953 werd het corso door Oranje Vereniging Rijnsburg georganiseerd. De vereniging is kort na de bevrijding na de Tweede Wereldoorlog, op 30 mei 1945, opgericht. In de septembervergadering van 1953 werd besloten dat het bloemencorso een eigen comité moest vormen, hetgeen ook geschiedde.
In 2019 kon het corso voor het eerst in 74 jaar niet doorgaan als gevolg van de harde wind. De versierde wagens konden worden bezichtigd in de hal van de Bloemenveiling.

## Optocht

### Voorbereidingen
Op donderdag worden de bloemen ingestoken in het met water volgezogen steekschuim. Vanaf vrijdagavond staan de praalwagens en de met bloemen versierde wagens in de aanvoerhal van de Flora Holland.
Op zaterdagochtend worden ongeveer 100 figuranten in de aanvoerhal geschminkt. 's Middags vertrekt de stoet uit Rijnsburg. Een uur later komt hij in Katwijk aan. Vandaar gaat hij naar Noordwijk, om de paar wagens loopt een muziekband mee.
In Noordwijk zijn de wagens van zaterdagavond tot zondagavond op de Koningin Wilhelminaboulevard te bezichtigen.

### Prijzen
Er worden verschillende prijzen uitgeloofd: de mooiste praalwagen, de mooist versierde personenauto, het beste bindwerk en de publieksprijs.

### Speciaal
- In juni 2009 trokken praalwagens van het 2008-corso in grote vrachtauto's uit Rijnsburg naar Rain am Lech (6000 inwoners) in Beieren. De wagens werden daar opnieuw in elkaar gezet en versierd. Het corso trok 55.000 bezoekers.
- Op 15 augustus 2009 reed in het Rijnsburgse Corso voor de eerste keer[bron?] een militaire DAF mee, een viertonner. Hij werd ter beschikking gesteld door een eenheid van het Korps Nationale Reserve uit Den Haag.
- Op 8 augustus 2015 reed de Flower Parade Rijnsburg (v/h Rijnsburgs bloemencorso) met als thema "The Sound of Flowers" voor de 70e keer door Rijnsburg, Katwijk en Noordwijk.